# Екатеринославка (Домбаровский район)
Екатеринославка — село в Домбаровском районе Оренбургской области в составе Полевого сельсовета.

## География
Находится на расстоянии примерно 61 километр по прямой на запад-северо-запад от районного центра посёлка Домбаровский.

## Климат
Климат резко континентальный. Зима, как правило, малоснежная, суровая, холодная. Самый холодный месяц — январь. Средняя температура января −16,5…−17 °C. Осадки за холодный период года (с ноября по март) составляют около 100 мм. Снежный покров устанавливается в середине ноября и исчезает в конце апреля. Высота снежного покрова менее 30 см. Весна развертывается интенсивно. Быстро нарастает температура и прогревается земля. Безморозный период в среднем составляет 120—135 дней. Лето жаркое, начало обычно засушливое. Средняя температура июля +21,8 °C. Максимальная температура может доходить до +42 °C. Осадки за тёплый период года (с апреля по октябрь) составляют около 100—250 мм. Осенью начинаются утренние заморозки. Понижение температур происходит неравномерно. В конце октября температура опускается ниже нуля.

## История
Основано было село переселенцами из Украины. В Тургайской области, в Актюбинском уезде, готовились переселенческие участки. Шандашинский участок (пос. Екатеринославский) был освоен в 1909—1910 годах. В 1911 году была образована Екатеринославская волость, и её центром стал посёлок Екатеринославский. В селе Екатеринославка стояла церковь. В 1929 году здесь был организован колхоз им. 9 января. С 1957 года, после реорганизации колхозов, село становится центром одного из отделения совхоза «Полевой». С 2005 года отделение ООО «Полевое».

## Население
Постоянное население составляло 110 человек в 2002 году (казахи 82 %), 41 человек в 2010 году.